# Ugo Schiffo
Ugo Schiffo (Udine, 6 gennaio 1899 – Udine, 20 febbraio 1973) è stato un calciatore italiano, di ruolo terzino.
Giocatore dell'Udinese dei primi anni venti, partecipò alla prima finale di Coppa Italia tra la squadra friulana ed il Vado, partita conclusasi a favore dei liguri per 1-0.
Combattente della prima guerra mondiale, fu cavaliere di Vittorio Veneto. Fu il primo allenatore del Ricreatorio Festivo, oltre che, per brevi periodi, dell'Udinese e del Palmanova.
Si ritirò dalla professione di allenatore verso la fine degli anni quaranta, proseguendo la propria attività di orologiaio e dedicandosi alla famiglia.

## Palmarès

### Giocatore

#### Competizioni nazionali
- Seconda Divisione: 1

Udinese: 1924-1925